# Serhij Burka
Serhij Oleksandrowytsch Burka (ukrainisch Сергій Олександрович Бурка; * 6. September 1987 in Saporischschja, Sowjetunion) ist ein ehemaliger ukrainischer Handballspieler.
Der 2,08 Meter große und 110 Kilogramm schwere linke Rückraumspieler stand von 2012 bis 2017 bei HK Motor Saporischschja unter Vertrag. Mit Motor gewann er 2013, 2014, 2015, 2016 und 2017 die ukrainische Meisterschaft sowie 2013, 2015, 2016 und 2017 den Pokal. Zuvor spielte er seit seiner Jugend für den Stadtrivalen ZTR Saporischschja, mit dem er 2007, 2008, 2009, 2010 und 2011 die Meisterschaft sowie 2011 den Pokal errang.
Serhij Burka erzielte in mindestens 23 Länderspielen für die ukrainische Nationalmannschaft 82 Tore (Stand: Februar 2010) und stand im Aufgebot für die Europameisterschaft 2010, bei der er in drei Spielen 21 Tore warf.